# Ивановка (Раменский район)
Ивановка — деревня в Раменском районе Московской области входит в состав Софьинского сельского поселения, граничит с селом Синьково. Население — 171 чел. (2010).
Находится на юго-востоке Московской области по Рязанскому шоссе в 28 километрах от МКАД.

## Население
| 1926 | 2002 | 2010 |
| ---- | ---- | ---- |
| 265  | ↗283 | ↘171 |